# Zanclonia
Zanclonia is een geslacht van neteldieren uit de  familie van de Pandeidae.

## Soort
- Zanclonia weldoni (Browne, 1910)